# Altstädter Ring
Der Altstädter Ring (tschechisch: Staroměstské náměstíⓘ) ist ein Platz im Zentrum der Prager Altstadt. Der älteste und bedeutendste Platz in Prag ist umgeben von historischen Gebäuden unterschiedlicher Baustile, wie dem Altstädter Rathaus mit der weltberühmten astronomischen Uhr, der gotischen Teynkirche, der barocken Nikolauskirche und dem Rokoko-Palais Golz-Kinsky. In der Mitte erhebt sich das monumentale Denkmal des böhmischen Reformators Jan Hus. Über den Altstädter Ring führt der Königsweg, der historische Krönungsweg der böhmischen Könige.

## Geschichte

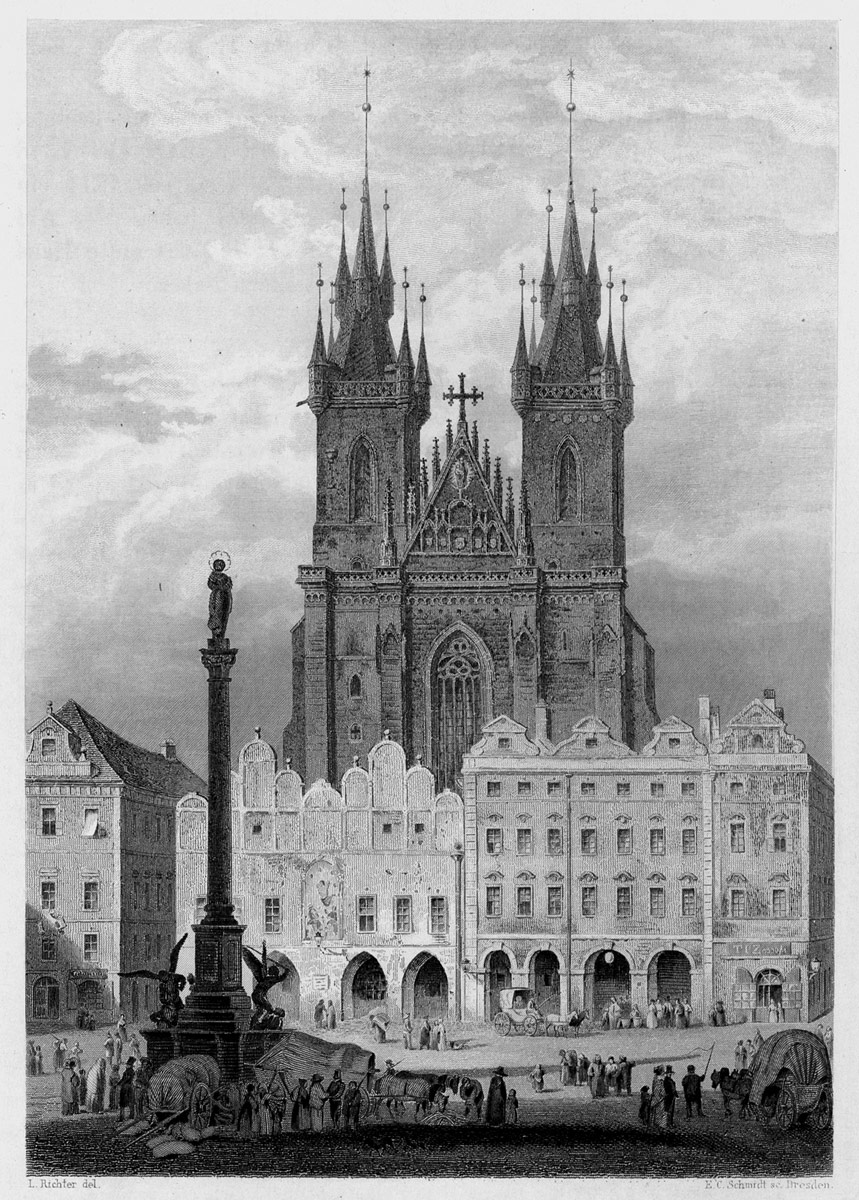
Altstädter Ring im 19. Jahrhundert. Teynkirche, davor die Mariensäule

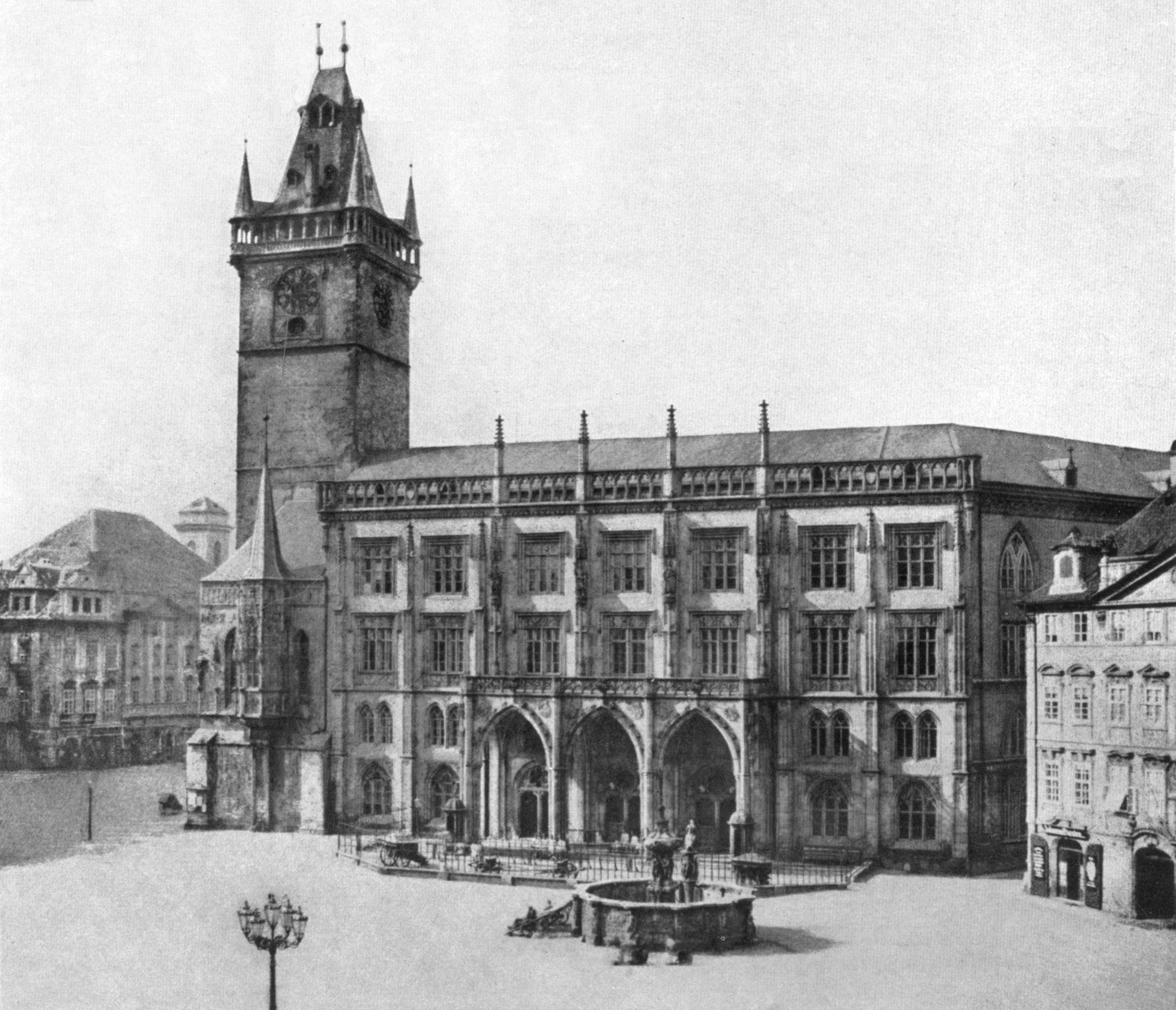
Ostportal des Altstädter Rathauses im 19. Jahrhundert.

Die ersten kaufmännischen Niederlassungen am rechten Moldauufer, auf dem Gebiet der heutigen Prager Altstadt, errichteten deutsche und jüdische Kaufleute sowie einheimische Handwerker im 10. und 11. Jahrhundert. Ein wesentlicher Grund dafür war die günstige Lage an der Kreuzung wichtiger Handelsstraßen und die Existenz einer Furt, auf der der Fluss überschritten werden konnte. Die Furt befand sich in der Nähe der heutigen Karlsbrücke. Die Niederlassungen entwickelten sich im Schutz der beiden Burgen – der Vyšehrad auf der rechten und die Prager Burg auf der linken Moldauseite. Vom arabisch-jüdischen Kaufmann Ibrahim Ibn Jakob stammt ein Reisebericht aus dem Jahr 965, in dem Prag als eine Stadt beschrieben wird, wo man günstig Geflügel und Korn kaufen und auch seine Lasttiere gut versorgen kann. Von der Stadt heißt es, sie sei aus Stein und Kalk gebaut und sei der größte Handelsplatz in den slawischen Ländern. Es werden hier Pelze, Sättel, Zäume, Schilde, aber auch Sklaven, Gold, Silber und Pferde feilgeboten.
Der böhmische Geschichtsschreiber Cosmas von Prag erwähnte im Jahr 1100 die Existenz eines Marktplatzes. Dieser befand sich bereits am Ende des 11. Jahrhunderts auf dem Gebiet des heutigen Altstädter Ringes. Im 11. Jahrhundert entstand hier auch der fürstliche Zollhof (Ungelt), in dem fremde Kaufleute unter dem Schutz des böhmischen Herrschers nach ihrer langen Wanderung gute Unterkünfte und Rast fanden und für ihre eingeführten Waren Zoll errichten mussten. Angrenzend an den Zollhof wurden im 12. Jahrhundert ein Spital und eine Kirche (die Vorläuferin der Teynkirche) gebaut.
Eine erste Blütezeit erlebte die Siedlung im 12. und 13. Jahrhundert. Die neue steinerne Judithbrücke verbesserte die Verbindung beider Moldauufer und im Jahr 1230 begann unter König Wenzel I. der Bau einer Stadtmauer. Im gleichen Jahr erhob Wenzel I. die Altstadt zur freien Königsstadt, sie ist die älteste der später vier selbstständigen Prager Städte. Die Prager Unterburg (podhradí) entwickelte sich in der Folgezeit zu einer prosperierenden mittelalterlichen Großstadt. Ihre Bevölkerung wuchs und der rege Handel führte zu einem wachsenden Reichtum der Bewohner und zu vermehrter Bautätigkeit. Die neue Bebauung konzentrierte sich um den großen Marktplatz und auf das Gebiet zwischen dem Marktplatz und der Moldaubrücke.
Die romanischen und frühgotischen Häuser standen zwei bis drei Meter unter dem Niveau der heutigen Straßen in einem ständig von Hochwasser bedrohten Gelände. Schon am Ende des 13. Jahrhunderts begann man mit künstlichen Aufschüttungen und das Straßenniveau wurde fortschreitend angehoben. Die romanischen Erdgeschosse verwandelten sich so zu Kellerräumen gotischer Bürgerhäuser. Reste der ältesten Baudenkmäler findet man deshalb heute in den Kellerräumen der späteren Häuser.
Im Jahr 1338 erwirkten die Bürger der Altstadt von König Johann von Luxemburg das Recht, ein eigenes Rathaus zu bauen. Es wurde am Altstädter Ring anstelle mehrerer älterer Bürgerhäuser errichtet und später durch Zukauf weiterer Nachbarhäuser erweitert. Die städtische Selbstverwaltung wurde so gestärkt und der Altstädter Ring entwickelte sich zum politischen, wirtschaftlichen und kulturellen Zentrum der Altstadt. Die Bedeutung der Altstadt wuchs unter Kaiser Karl IV., als Prag zur Hauptstadt des Heiligen Römischen Reiches wurde. Daran erinnert die Aufschrift praga caput regni (Prag, Hauptstadt des Königreiches) über dem Renaissancefenster des Hauses Kříž, das seit dem 14. Jahrhundert ein Teil des Rathauses ist.

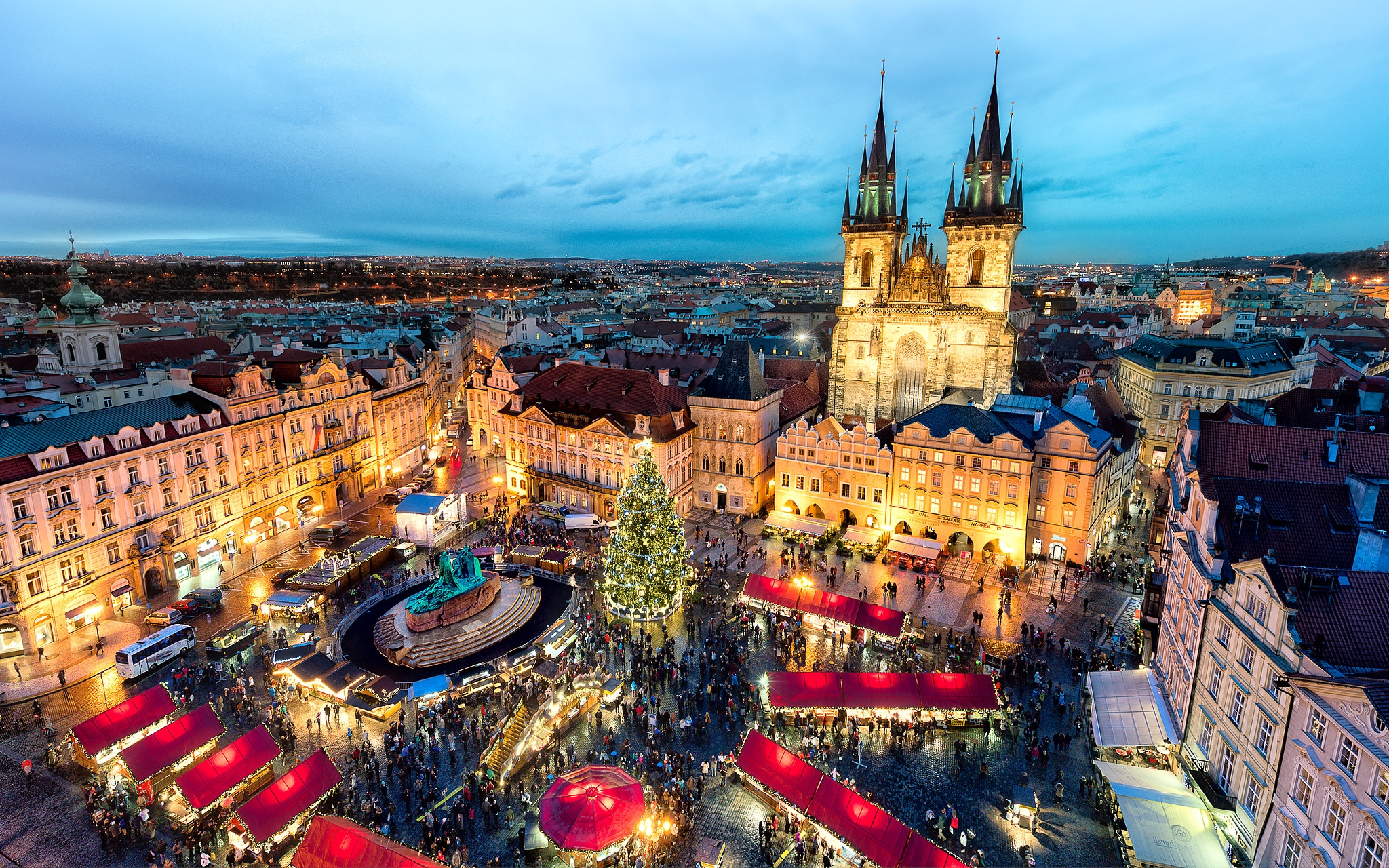
Weihnachtsmarkt auf dem Altstädter Ring (2015)

Nach dem Zusammenschluss der vier selbstständigen Prager Städte zu einer Verwaltungseinheit im Jahr 1784 wurde die Prager Stadtverwaltung im Altstädter Rathaus konzentriert. Der Altstädter Ring wurde so zum Mittelpunkt der ganzen Stadt. Große Auswirkungen hatte die radikale Modernisierung der Stadt (genannt pražská asanace) an der Wende des 19. und 20. Jahrhunderts. Die historischen Häuser im nördlichen Teil des Platzes wurden abgerissen und durch moderne Wohnhäuser ersetzt, und es entstand die neue Straße Pařížská mit direktem Blick auf die Anhöhe Letná auf der gegenüberliegenden Moldauseite.
Seit den 1960er Jahren führt keine Straßenbahn oder Buslinie mehr über den Platz. Das gesamte Areal ist seit 1962 als Nationales Kulturdenkmal geschützt. Der Altstädter Ring ist heute eine Fußgängerzone und ein Hauptanziehungspunkt für Touristen. In den letzten Jahren wurde die Tradition der Weihnachts- und Ostermärkte wieder belebt.

### Historische Ereignisse

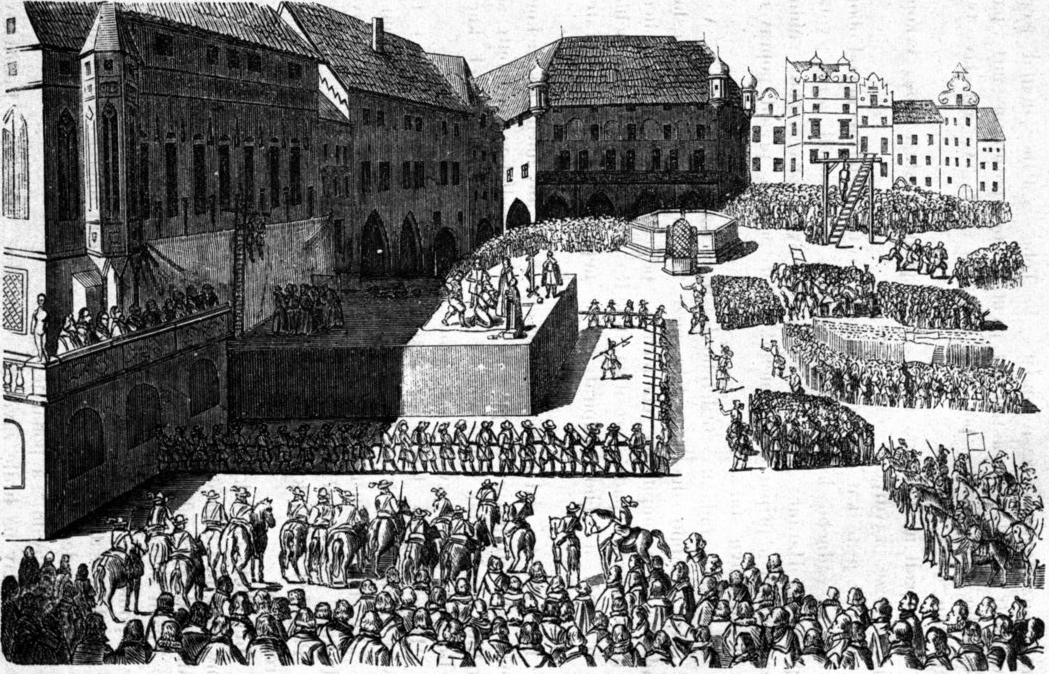
Öffentliche Hinrichtungen des 21. Juni 1621

Der Altstädter Ring war seit dem Mittelalter Schauplatz bedeutender Ereignisse der tschechischen Geschichte:
- Im 14. Jahrhundert wirkten in der Nikolauskirche am Altstädter Ring die böhmischen Reformprediger und Vorläufer der Hussiten Jan Milíč z Kroměříže, Konrad von Waldhausen und Matthias von Janov.
- Im 15. Jahrhundert war die Altstadt ein Zentrum der hussitischen Bewegung in Prag. Wichtige Beratungen der hussitischen Stände fanden im Altstädter Rathaus statt. Die Teynkirche war Hauptkirche der böhmischen Utraquisten. Hier wirkte der Prager hussitische Erzbischof Jan Rokycana.
- Am 9. März 1422 wurde Jan Želivský, Anführer der radikalen Hussiten, am Altstädter Ring hingerichtet. Er führte die Erstürmung des Neustädter Rathauses an, die mit dem Ersten Prager Fenstersturz endete.
- Am 27. Februar 1458 wurde im Altstädter Rathaus der hussitische König Georg von Podiebrad gewählt.
- Am 21. Juni 1621 wurden 27 Anführer des Böhmischen Ständeaufstandes gegen die Habsburger vor dem Altstädter Rathaus öffentlich hingerichtet. Daran erinnert ein im Boden eingelassenes Denkmal mit 27 Kreuzen.[3]
- Im Oktober 1918 fanden hier Demonstrationen für eine unabhängige Tschechoslowakei statt.
- Im Mai 1945 war Altstädter Ring das Zentrum des Prager Aufstandes gegen die deutsche Besatzung. Bei den Kämpfen wurde das Rathaus stark beschädigt.[4]

## Bedeutende Gebäude

### Altstädter Rathaus mit astronomischer Uhr

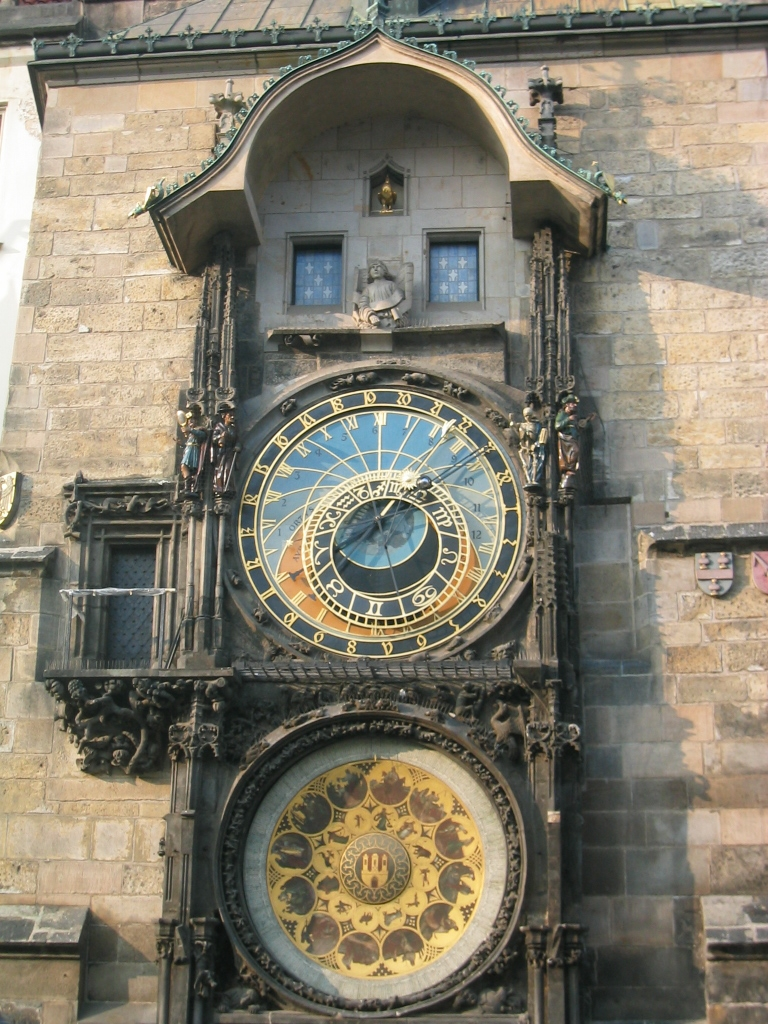
Astronomische Uhr am Rathaus

An der südwestlichen Ecke des Altstädter Rings befindet sich das Altstädter Rathaus (Staroměstská radnice) mit seinem 70 Meter hohen Turm. Bemerkenswert ist neben der astronomischen Rathausuhr (Staroměstský orloj) aus dem Jahr 1410, die zu Prags größten Touristenattraktionen zählt, auch die gotische Erkerkapelle. Der neogotische Anbau an der Nordseite musste aufgrund von starken Brandschäden nach dem Zweiten Weltkrieg abgebrochen werden. An seiner Stelle liegt heute ein kleiner Park mit einer Gedenkstätte für die Gefallenen des Prager Aufstandes von 1945.
Von der Aussichtsgalerie im Rathausturm hat man einen wunderschönen Blick über die Dächer der Altstadt.

### Haus Zur Minute
Das Haus Zur Minute (Dům U Minuty) steht links neben dem Altstädter Rathaus. Auffallend sind die Sgraffito-Verzierungen der Fassade aus den 17. Jahrhundert. Sie zeigen biblische Episoden, Motive der antiken Mythologie und Szenen aus dem Leben in der Zeit der Renaissance.

### Haus Zum roten Fuchs

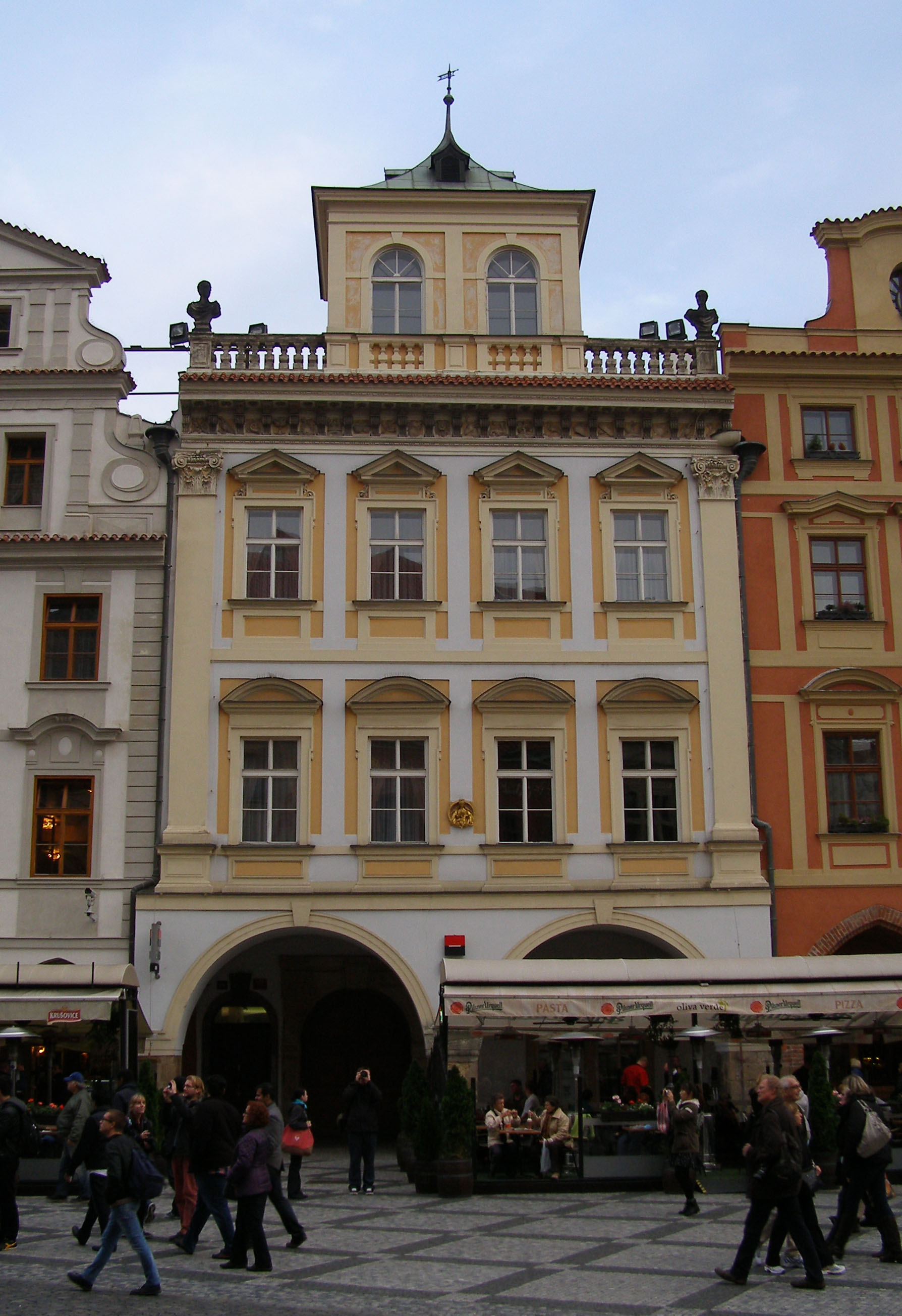
Haus Zum roten Fuchs

Das Haus Zum roten Fuchs (U Červené lišky) gegenüber dem Altstädter Rathaus, Nr. 480/24 erstreckt sich mit seinem hinteren Flügel in die Kožná-Straße (Nr. 9). Ursprünglich im romanischen Stil erbaut, wurde das Gebäude mehrmals im gotischen Stil umgestaltet. Das heutige Aussehen des zweigeschossigen Hauses mit dem Dachpavillon stammt aus dem Frühbarock und wird Jean Baptiste Mathey zugeschrieben. Im 19. und 20. Jahrhundert erfuhr das Haus einige moderne Umgestaltungen, wobei unter anderem das ursprüngliche barocke Treppenhaus zerstört wurde. Die Fassade zur Kožná-Straße ist modern, der Eingang im Barockstil. Das ursprüngliche Hauszeichen an der Fassade ist verschwunden, an seiner Stelle befindet sich ein vergoldetes Relief der Jungfrau Maria.
Von 2018 bis 2021 beherbergte das Gebäude das Illusion Art Museum Prague. Seit 2021 ist das Haus im Besitz einer Investorengruppe, die in Zusammenarbeit mit dem Denkmalschutz eine umfassende Rekonstruktion des gesamten Gebäudes durchführt. Im Erdgeschoss befindet sich ein Restaurant.

### Haus Zum weißen Einhorn (Zum steinernen Lamm)

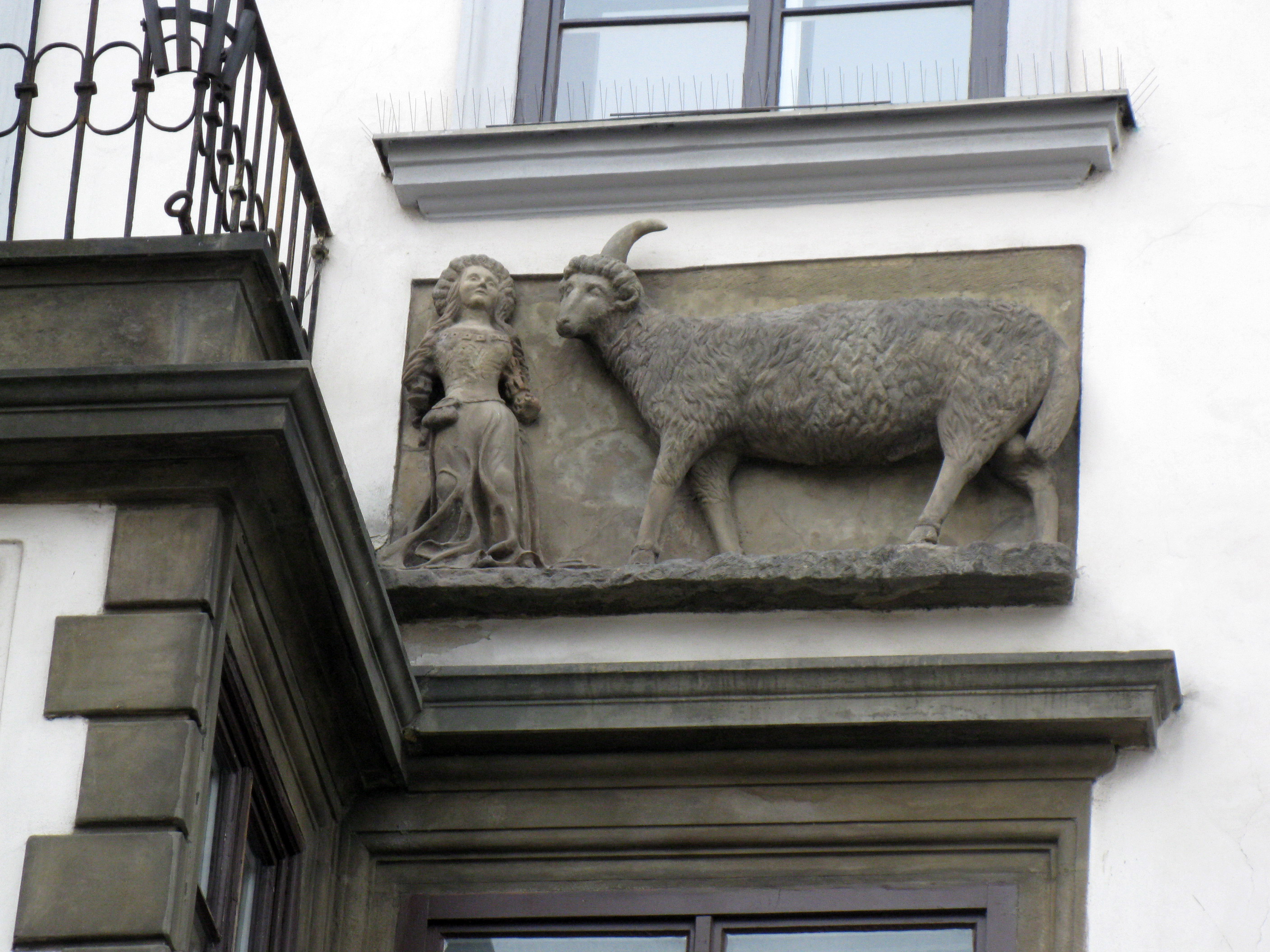
Hauszeichen am Haus Zum weißen Einhorn

Auf der Südseite, an der Einmündung der Straße Celetná, steht das Haus Zum weißen Einhorn (U Bílého jednorožce), früher auch Haus Zum steinernen Lamm (U Kamenného beránka) genannt, Haus Nr. 17/551. Es soll zu Prags ältesten Häusern gehören, im Keller findet man noch Mauerreste des ursprünglichen romanischen Gebäudes und ein gotisches Gewölbe. Im 19. Jahrhundert befand sich hier die Apotheke Zum weißen Einhorn, die ihren Namen nach dem Hauszeichen aus dem 16. Jahrhundert trug – Lamm mit einem Horn. An der Ostseite des Altstädter Rings steht ein weiteres Haus mit dem Namen U Bílého jednorožce, das Haus Nr. 603/15.
Im frühen 20. Jahrhundert gehörte das Haus dem Ehepaar Berta und Max Fanta. Der Apotheker Max Fanta erfand hier die nach ihm benannte Fantaschale. Ehefrau Berta führte im ersten Stockwerk einen literarischen Salon, in dem sich viele bekannte Prager Intellektuelle zu Diskussionen trafen. Zu den Besuchern gehörten unter anderem Franz Kafka, Samuel Hugo Bergmann, Franz Werfel und Max Brod. Auch ein Besuch von Rudolf Steiner, dem Begründer der Anthroposophie, ist belegt. Zu den Gästen gehörte auch Albert Einstein, der in den Jahren 1911 und 1912 theoretische Physik an der Prager Universität lehrte. An ihn erinnert eine Büste neben dem Hauseingang.

### Storch-Haus

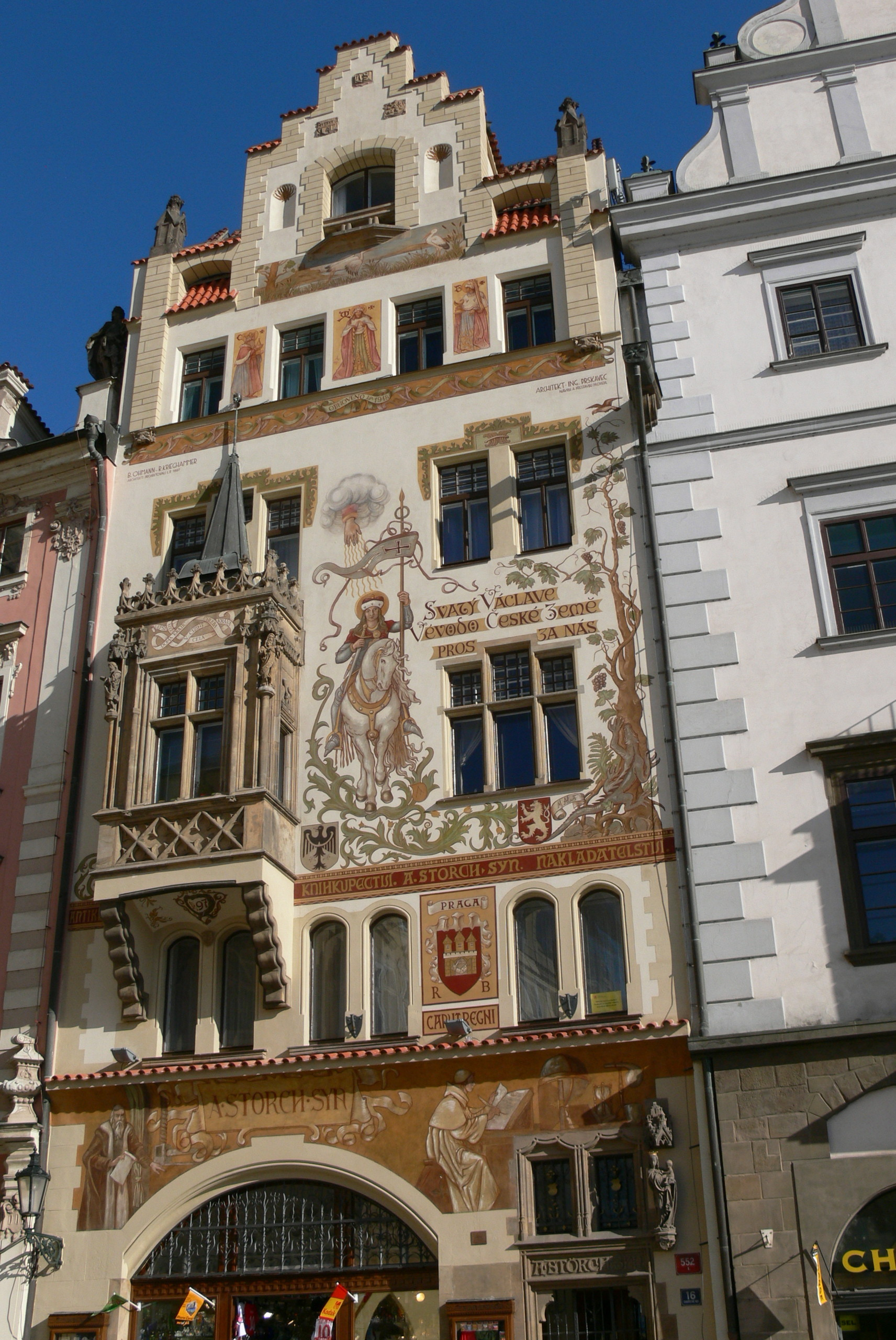
Das Storch-Haus

An der Einmündung der Straße Celetná, neben dem Haus Zum weißen Einhorn, steht das reich verzierte Storch-Haus (Štorchův dům), Haus Nr. 552/16. Es wurde 1896–1897 an der Stelle eines älteren Hauses aus dem 15. Jahrhundert für den Buchhändler Alexander Štorch gebaut. Das bemerkenswerteste Bild an der Fassade ist die drei Meter hohe Reiterfigur des heiligen Wenzel, ein Werk des Malers Mikoláš Aleš. Über den Fenstern des zweiten Stockwerks sind in großen Lettern die Worte des St.-Wenzels-Chorals zu lesen: Svatý Václave, vévodo České země, pros za nás (Heiliger Wenzel, Herzog des böhmischen Landes, bitte für uns). Das Haus ist als Kulturdenkmal der Tschechischen Republik geschützt.

### Teynkirche
Die gotische Kirche der Jungfrau Maria vor dem Teyn (Kostel Panny Marie před Týnem) entstand zusammen mit dem Teynhof (Ungelt) als Hospitalkirche für fremde Kaufleute. Mit ihren zwei 80 Meter hohen Türmen ist sie eines der Wahrzeichen der Hauptstadt. Das Westportal zum Altstädter Ring ist umbaut mit vorgelagerten Häusern und ist zugänglich durch das Gebäude der Teynschule. Im 15. Jahrhundert war die Teynkirche eine Hauptkirche der Hussiten, hier predigte der hussitische Erzbischof Jan Rokycana. Heute gehört sie der katholischen Kirche.

### Teynschule

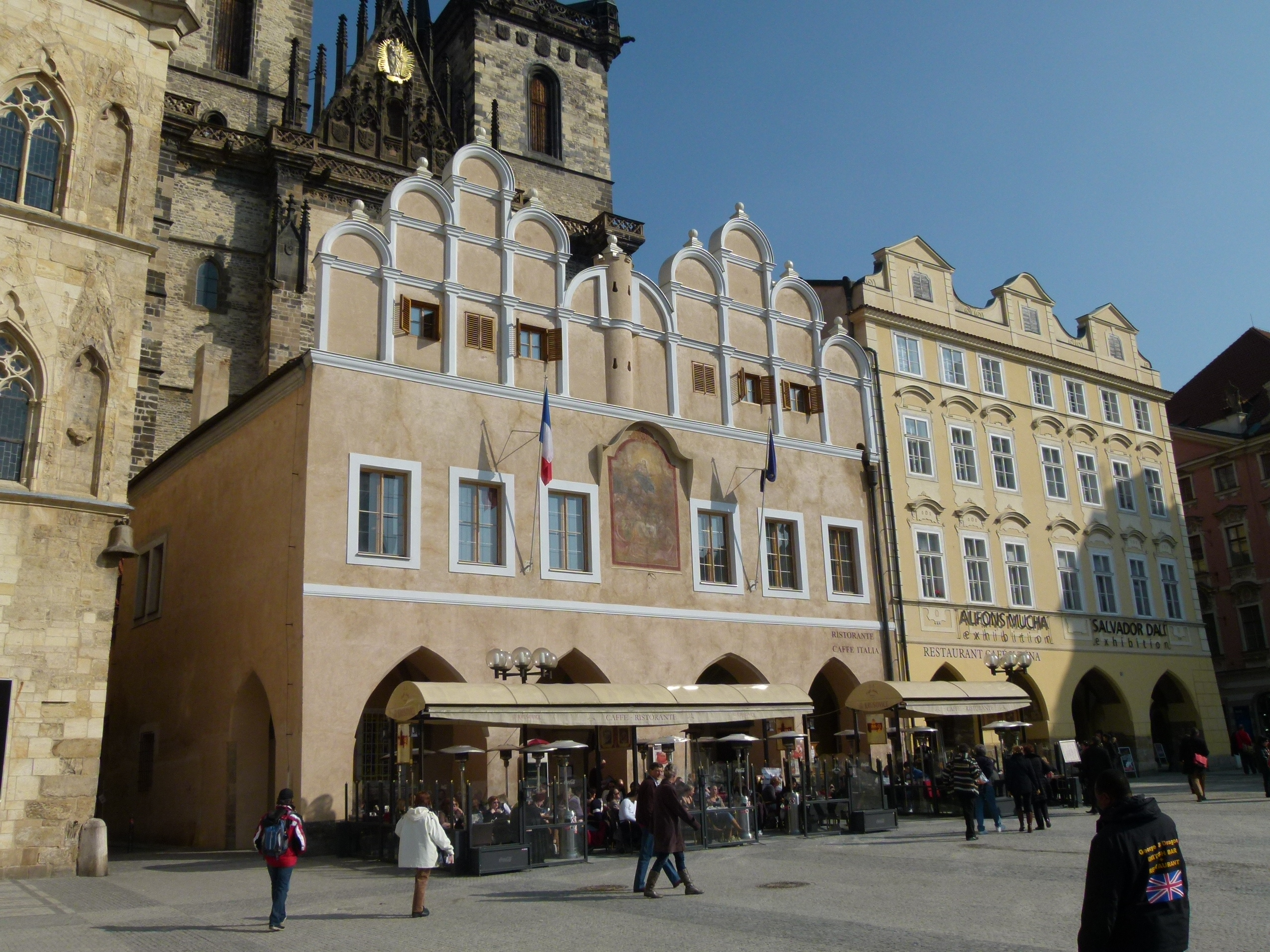
Teynschule

Das Gebäude der ehemaligen Teynschule (Týnská škola) steht vor dem Hauptportal der Teynkirche. Das ursprünglich gotische Gebäude aus dem 14. Jahrhundert wurde im 16. Jahrhundert im Stil der venezianischen Renaissance umgebaut. Die Gebäudefront ziert ein barockes Fresko mit dem Motiv der Mariä Himmelfahrt. Bis zum 19. Jahrhundert war hier eine Lateinschule untergebracht, in der auch der böhmische Baumeister Matthias Rejsek als Rektor und Lehrer tätig war.

### Haus Zum weißen Einhorn

Haus Zum weißen Einhorn

Neben der Teynschule steht das Haus Zum weißen Einhorn (U Bílého jednorožce), auch Trčka-Haus (Trčkovský dům) genannt, Haus Nr. 603/15. Errichtet wurde es auf den Fundamenten zweier romanischer Bürgerhäuser aus dem 13. Jahrhundert. Im 16. Jahrhundert gingen die Häuser in den Besitz der böhmischen Adelsfamilie Trčka von Lípa, die sie in einen Renaissancepalast umgestalteten. Die Arkaden mit gotischem Gewölbe datieren aus der Zeit nach 1330.
Im Jahr 1754 wurde hier die Sängerin Josepha Duschek geboren, die in ihrer Villa Bertramka Wolfgang Amadeus Mozart bei seinem Besuch in Prag beherbergte. Ihr Vater betrieb hier eine Apotheke mit dem Namen U Bílého jednorožce. Im Jahr 1770 wurde die Apotheke in das nahe gelegene Haus Nr. 551/17 am Altstädter Ring verlegt. Dieses Haus trug ursprünglich den Namen U kamenného beránka (Zum steinernen Lamm) und wurde dann auch U Bílého jednorožce genannt. Im Jahre 1770 erhielt das Haus eine spätbarocke Fassade und in der zweiten Hälfte des 19. Jahrhunderts wurde es im spätklassizistischen Stil umgebaut.
Heute befindet sich hier eine Galerie mit Werken von Alfons Mucha und Salvador Dalí.

### Palais Goltz-Kinsky

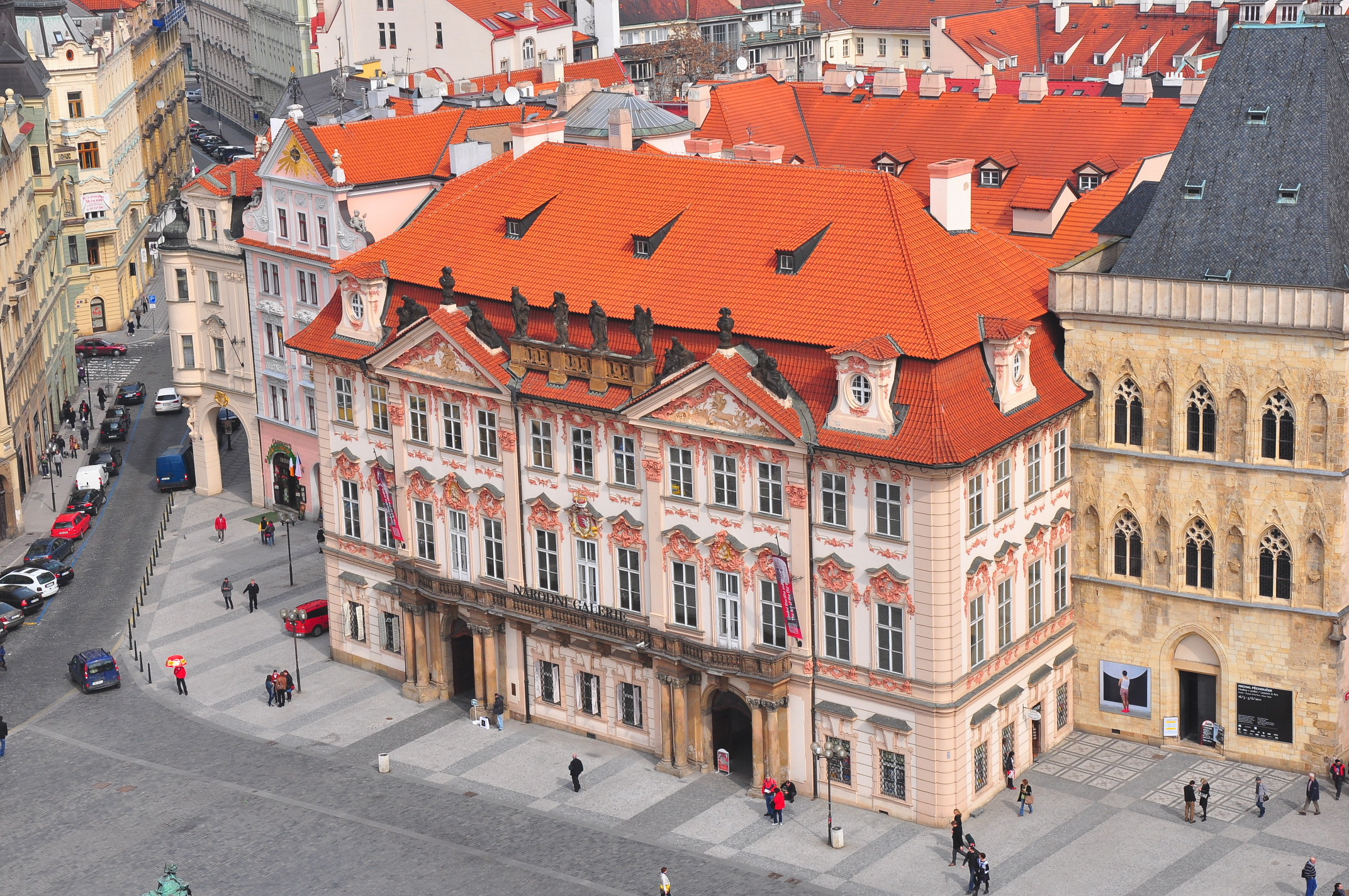
Palais Goltz-Kinsky, rechts daneben Haus Zur steinernen Glocke

Das Rokoko-Palais Golz-Kinsky (Palác Goltz-Kinských oder Palác Kinských) an der Ostseite des Platzes wurde von Kilian Ignaz Dientzenhofer geplant und 1755–1765 von Anselmo Lurago errichtet. Im 19. Jahrhundert war hier ein Gymnasium mit deutscher Unterrichtssprache, das unter anderen auch Franz Kafka und Max Brod besuchten. Heute gehört das Haus der Prager Nationalgalerie (Národní galerie v Praze), die es für Kunstausstellungen nutzt. Außerdem beherbergt es die wertvolle restaurierte Kinsky-Bibliothek und die Verwaltung der Nationalgalerie.

### Haus Zur steinernen Glocke
Rechts neben dem Palais Golz-Kinsky steht das Haus Zur steinernen Glocke (Dům U Kamenného zvonu). Es wurde im 14. Jahrhundert als eine prunkvolle städtische Residenz erbaut. Es diente wahrscheinlich als ein vorübergehender Sitz des böhmischen Königspaares von Eliška Přemyslovna und Johann von Luxemburg, den Eltern des künftigen Kaisers Karl IV., der hier möglicherweise geboren ist. Das ursprünglich gotische Haus wurde im 17. Jahrhundert komplett barockisiert. Im Zuge einer aufwendigen Rekonstruktion in den Jahren 1975–1988 konnte seine ursprüngliche gotische Gestalt weitgehend wiederhergestellt werden. Das Haus zählt heute zu Prags wertvollsten gotischen Baudenkmälern. Seit 1988 gehört es der Prager Nationalgalerie, die hier Kunstausstellungen und Konzerte veranstaltet.

### Palais der ehemaligen städtischen Versicherungsanstalt

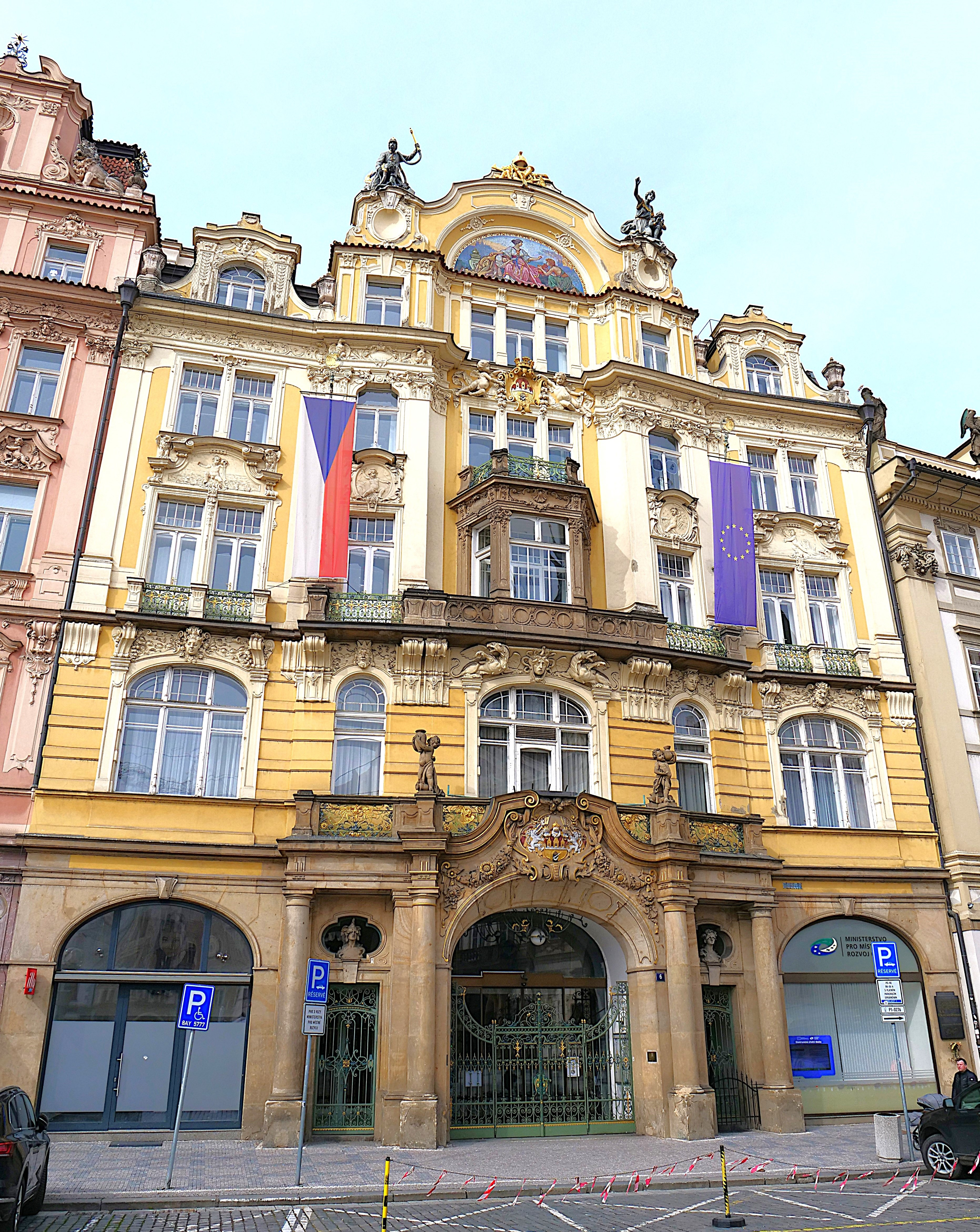
Palais der ehemaligen städtischen Versicherungsanstalt

Das repräsentative Palais der ehemaligen städtischen Versicherungsanstalt (Palác bývalé Městské pojišťovny) an der Nordseite des Platzes, Haus Nr. 932/6, wurde in den Jahren 1899–1901 nach den Plänen des Architekten Osvald Polívka im Neobarock- und Jugendstil errichtet. Ursprünglich standen an dieser Stelle drei barocke Gebäude, die 1899 abgerissen wurden. Im Zuge der Altstadtsanierung fiel damals der gesamte nördliche Teil des Altstädter Rings dem Abriss zum Opfer, nur das ehemalige Paulinerkloster blieb erhalten. Die Fassade des Palais ist zweigeteilt. Der breitere rechte Teil ist mit Allegorien des Feuers und des Wassers von František Procházka und Ladislav Šaloun geschmückt. Seit 1996 ist das Gebäude der Sitz des Ministeriums für Regionalentwicklung der Tschechischen Republik.

### Ehemaliges Paulanerkloster

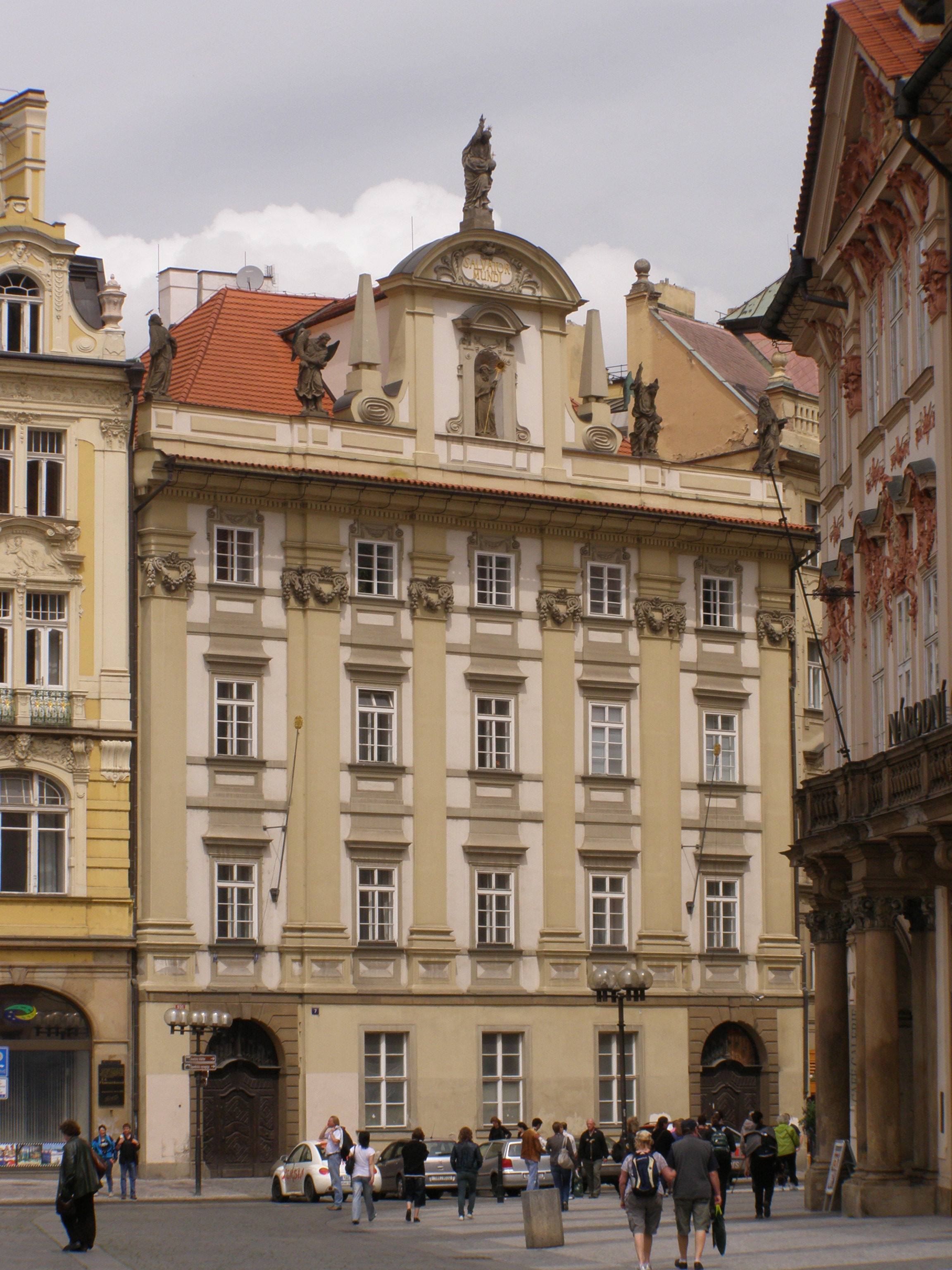
Das letzte erhaltene Gebäude des ehemaligen Paulanenklosters

Vom ehemaligen Paulanerkloster (Klášter paulánů) neben der St.-Salvator-Kirche ist nur ein Haus an der nordöstlichen Ecke des Altstädter Ringes, an der Straße Dlouhá, Haus Nr. 930/7, übrig geblieben. Die übrigen Gebäude wurden im Rahmen einer radikalen Modernisierung der Stadt an der Wende des 19. und 20. Jahrhunderts abgerissen. Die von den deutschen Lutheranern gebaute St.-Salvator-Kirche wurde nach der protestantischen Niederlage in der Schlacht am Weißen Berg konfisziert und im Jahr 1626 den Paulanern übergeben. Sie erwarben noch benachbarte Häuser dazu und bauten angrenzend an die Kirche ein großes Klostergebäude mit einer dem Platz zugewandten Fassade. Die Attika des noch heute erhaltenen Hauses ist geschmückt mit Statuen des Bildhauers Mathias Wenzel Jäckel aus dem Jahr 1696. An der Spitze der Attika steht die Statue des Salvators, darunter in einer Nische eine Statue des italienischen Ordensgründers Franz von Paola.
Im Rahmen der josephinischen Kirchenreformen wurden die Kirche und das Kloster im Jahr 1784 säkularisiert und der Stadt übergeben. Die St.-Salvator-Kirche gehört heute der Evangelischen Kirche der Böhmischen Brüder.

### Haus zum Elefanten
Das Haus Zum Elefanten (Dům U slona), auch Haus Zum Goldenen Elefanten (Dům U Zlatého slona) oder Cukrovský Haus genannt, ist ein neobarockes Gebäude an der Einmündung der Straße Dlouhá, Haus Nr. 609/6. Bereits im Mittelalter befand sich hier ein Gasthaus. Mitte des 18. Jahrhunderts gelangte das Haus in den Besitz des Grafen Cukr von Tamfeld, nach dem es Cukrovský Haus genannt wurde.
Im Jahr 1904 wurde das Haus im Rahmen der Altstadtsanierung abgerissen. In den Jahren 1905–1906 wurde nach dem Entwurf von František Schlaffer ein neues Haus mit einer neobarocken Fassade mit reichen Stuckverzierungen im ersten Stock und gemalten Szenen an der Fassade zur Dlouhá-Straße errichtet. Am Haus befindet sich ein Eckerker mit der Figur des Atlas.

### St.-Nikolaus-Kirche
Die barocke St.-Nikolaus-Kirche (Kostel svatého Mikuláše) am Altstädter Ring ist kunsthistorisch nicht so bedeutend, wie die gleichnamige Kirche auf der Kleinseite. Sie ist aber eine der baulichen Dominanten der Altstadt. In ihrer wechselvollen Geschichte hat sie mehrmals ihren Besitzer und ihre Bestimmung gewechselt. Sie war Pfarrkirche der Altstadt, ein Zentrum der hussitischen Reformation, lutherische Kirche, Klosterkirche der Benediktiner, diente zeitweise als Lagerhalle und Konzertsaal, und wurde vor dem 1. Weltkrieg von der russisch-orthodoxen Kirche benutzt. Heute gehört sie der Tschechoslowakischen Hussitischen Kirche.

## Denkmäler

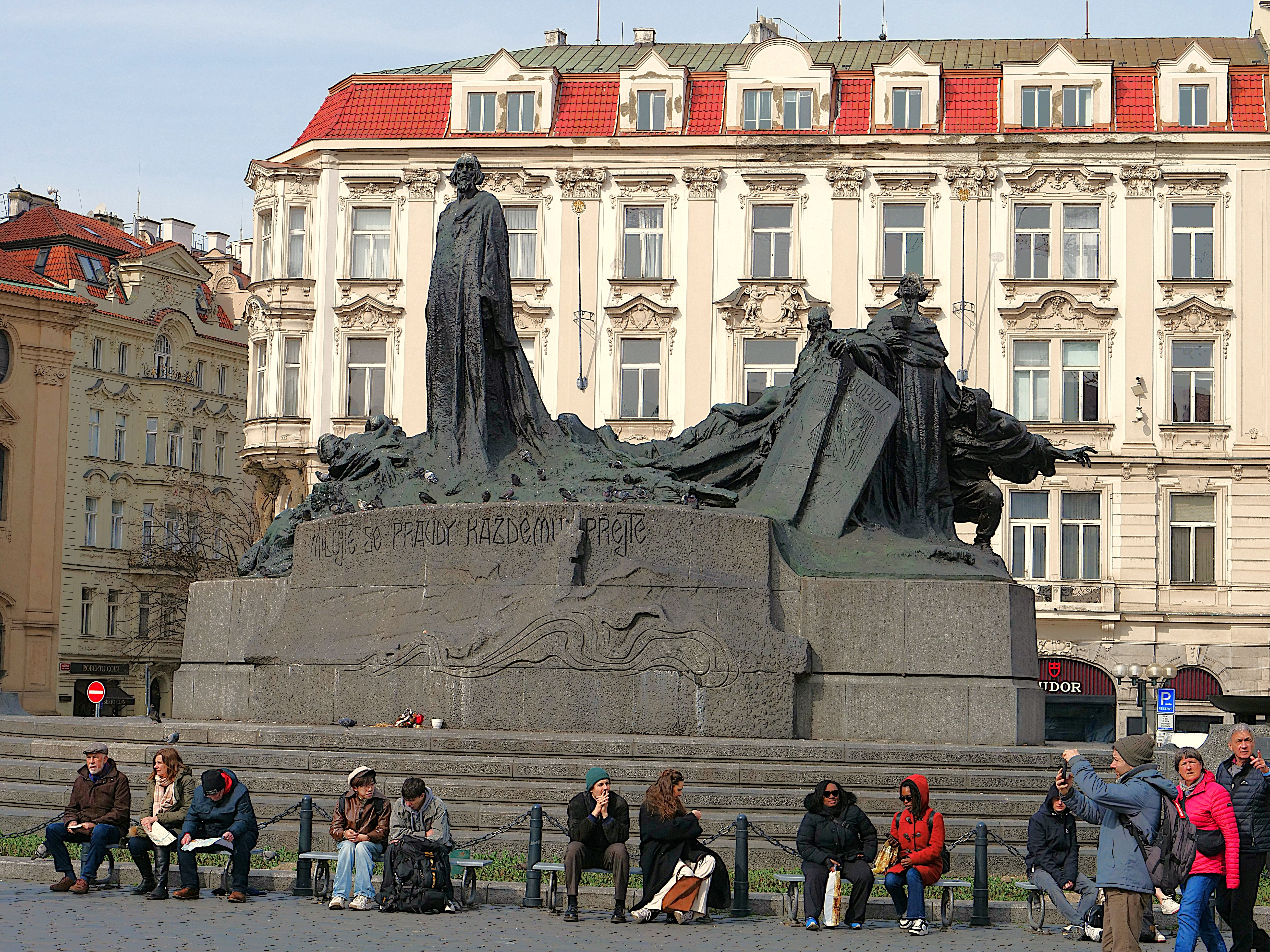
Jan-Hus-Denkmal

### Jan-Hus-Denkmal
Das bronzene Denkmal des böhmischen Reformators Jan Hus (Pomník mistra Jana Husa) steht in der Mitte des Platzes. Es wurde im Jahr 1915, am fünfhundertsten Jahrestag der Verbrennung von Jan Hus auf dem Scheiterhaufen in Konstanz, enthüllt. Das Werk von Ladislav Šaloun zählt zu den bedeutendsten Jugendstilarbeiten der monumentalen tschechischen Bildhauerei.

### Mariensäule

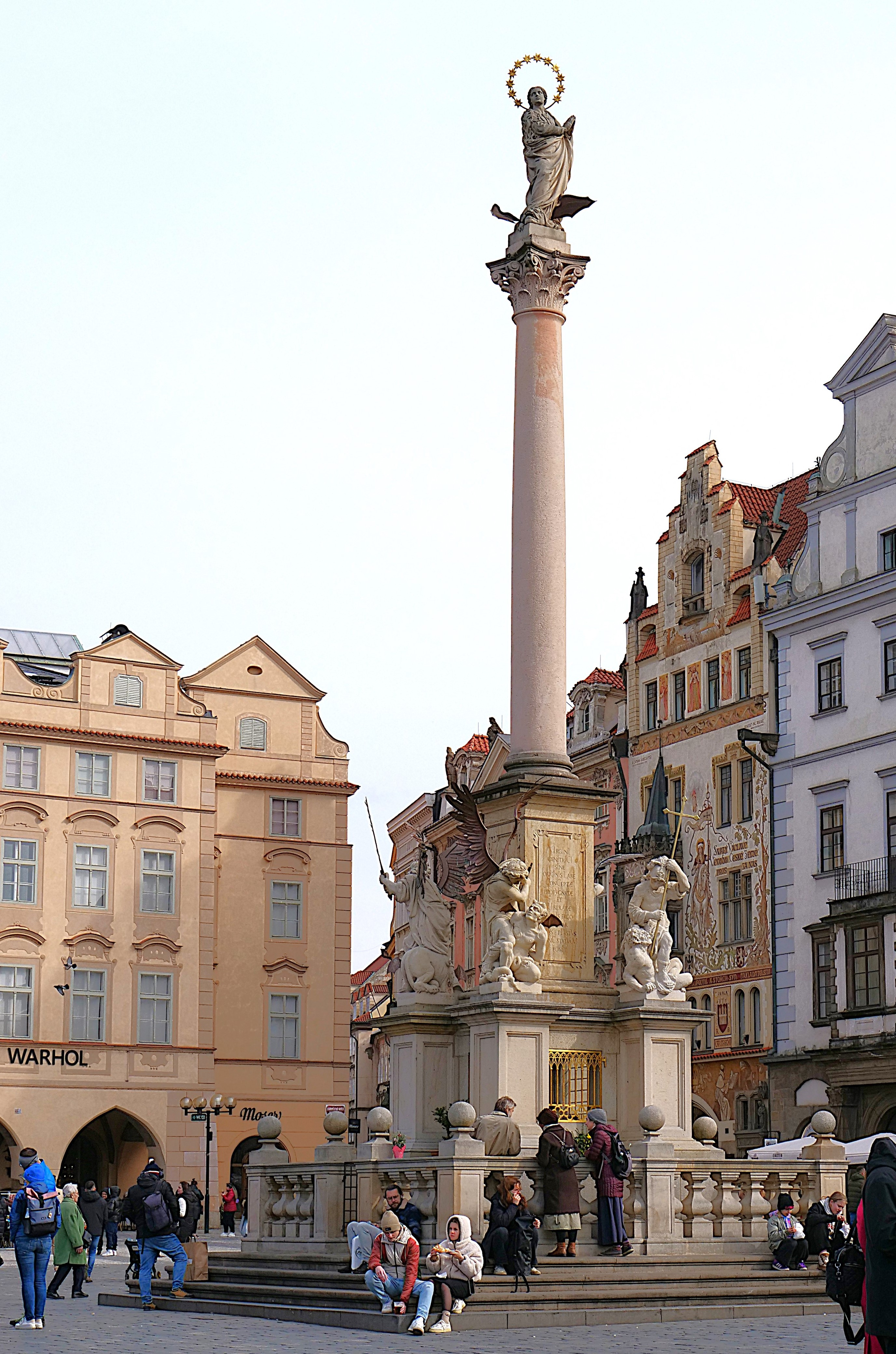
Die wiedererrichtete Mariensäule, 2025

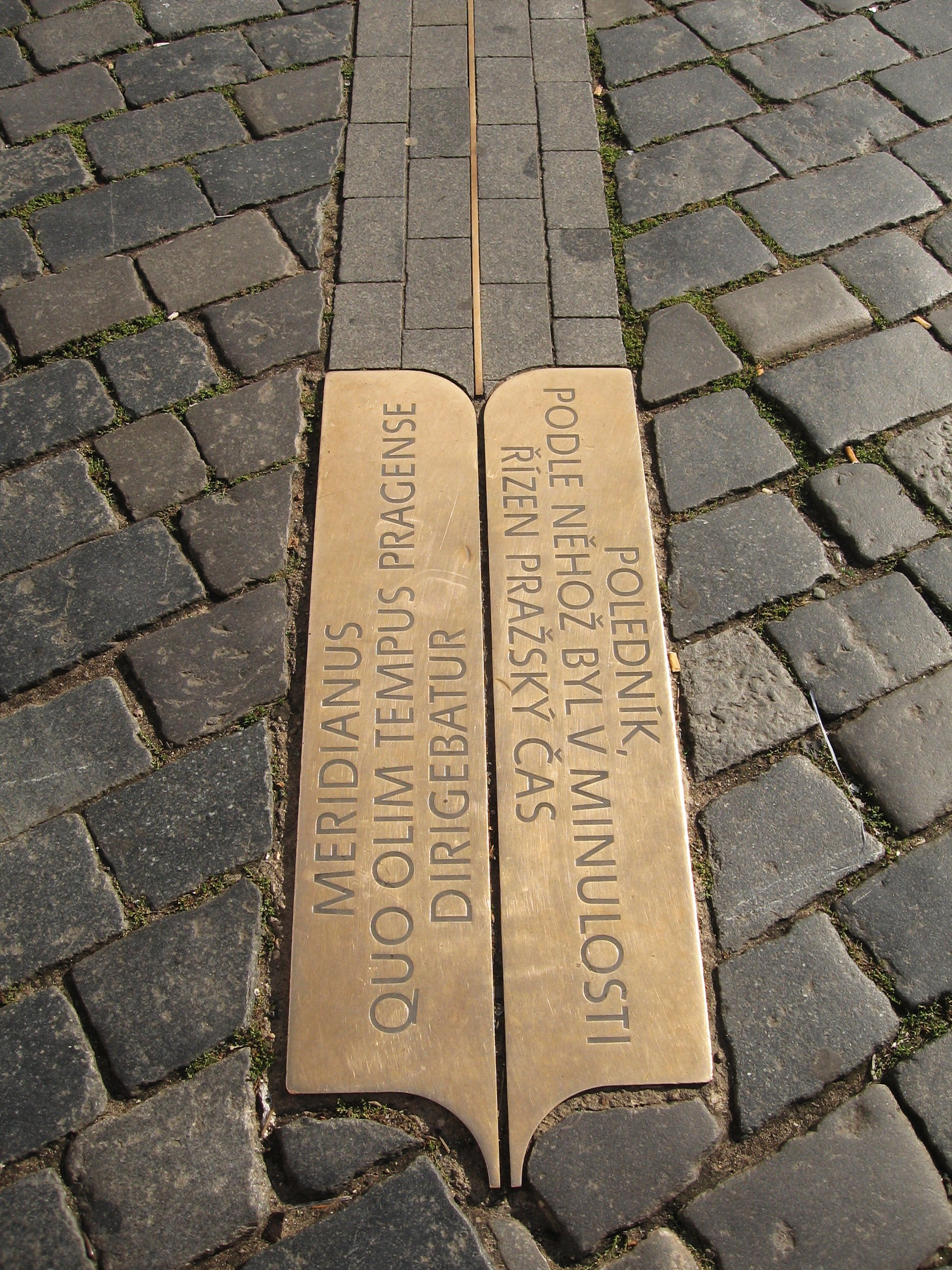
Prager Meridian

Bis zum Jahr 1918 stand vor der Teynkirche eine 14 Meter hohe Mariensäule (Mariánský sloup). Sie wurde auf Anordnung Kaisers Ferdinand III. kurz nach dem Ende des Dreißigjährigen Krieges errichtet, als Dank für die Rettung der Prager Altstadt vor den protestantischen schwedischen Truppen. Am 3. November 1918, wenige Tage nach der Ausrufung der selbstständigen Tschechoslowakei, wurde sie als ein Symbol der Niederlage am Weißen Berg und der habsburgischen Oberherrschaft von Demonstranten niedergerissen. Am 23. Januar 2020 stimmte der Prager Magistrat für die Wiedererrichtung der Mariensäule. Im Juni 2020 kehrte die Rekonstruktion der Mariensäule auf den Altstädter Ring zurück.

### Prager Meridian
Der Prager Meridian (pražský poledník) ist eine Markierung, die an den Koordinaten 14°25′17″ östlich von Greenwich am Altstädter Ring, in der Nähe des Jan-Hus-Denkmals, in den Boden eingesetzt ist. Der Meridian wurde seit 1652 verwendet, um verlässlich anzuzeigen, wann die Sonne im Zenit ist, also wann es Mittagszeit ist. Dazu reichte es, zu beobachten, wann sich der Meridian mit dem Schatten der Mariensäule deckt. Ein Vergleich des Prager Meridians mit den später im Prager Clementinum verwendeten genaueren Sonnenuhren zeigte eine Abweichung von nur 1 Sekunde.
Um den Verlauf des Meridians zu markieren, wurde in den 1990er Jahren eine Messingschiene mit lateinischer und tschechischer Aufschrift und einem wegführenden Streifen aus Stein in das Pflaster eingesetzt. Die Aufschrift lautet: „POLEDNÍK, PODLE NĚHOŽ BYL V MINULOSTI ŘÍZEN PRAŽSKÝ ČAS / MERIDIANUS QUO OLIM TEMPUS PRAGENSE DIRIGEBATUR“.

### Denkmal der Hinrichtungen von 1621

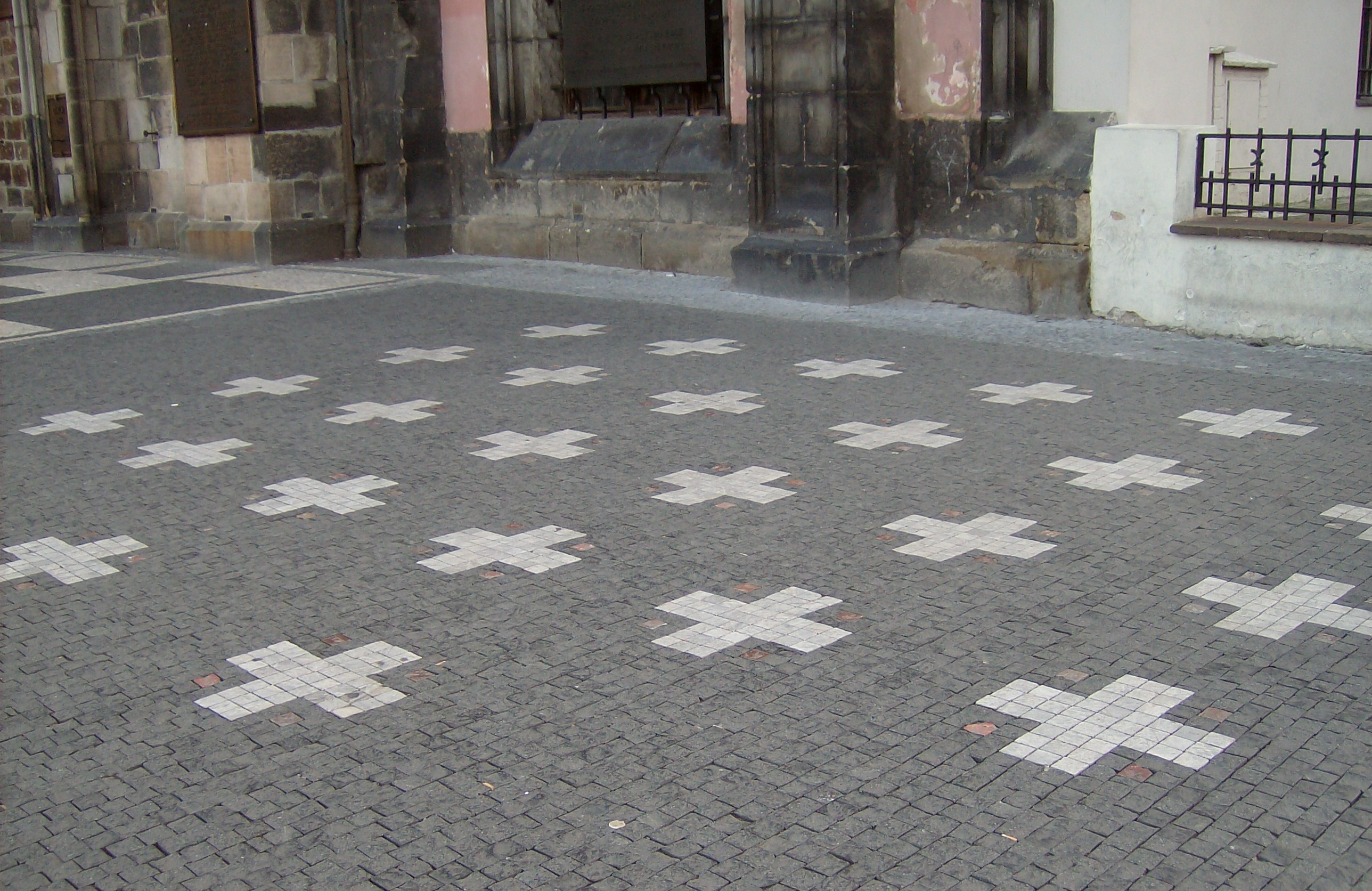
27 Kreuze erinnern an die 27 Opfer der Hinrichtungen

In den Boden vor dem Altstädter Rathaus sind 27 Kreuze, dazu Symbole von gekreuzten Schwertern mit Dornenkrone und das Datum 21. VI. 1621 im Steinpflaster eingesetzt. Dieses Denkmal erinnert an die Stelle, an der an diesem Tag 27 Anführer des Böhmischen Ständeaufstandes gegen die Habsburger öffentlich hingerichtet wurden. Eine bronzene Gedenktafel an der Rathauswand daneben trägt die Namen der Opfer. Die Hinrichtungen dienten zur Abschreckung der Bevölkerung. Sie fanden vor den Augen tausender Zuschauern statt und dauerten 4 Stunden. Auf Befehl des habsburgischen Königs Ferdinand II. wurden zwölf der abgetrennten Köpfe anschließend am Altstädter Brückenturm aufgehängt, einige Körper der Hingerichteten wurden zerstückelt und an verschiedenen Orten in Prag zur Abschreckung öffentlich ausgestellt.